# Karimuiuggleskärra
Karimuiuggleskärra (Aegotheles terborghi) är en fågel i familjen uggleskärror.

## Utbredning och systematik
Fågeln förekommer endast i Karimuidalen på sydcentrala Nya Guinea. Tidigare kategoriserades den som underart till grå uggleskärra (A. bennettii) baserat på morfologiska likheter. Analys av mitokondrie-DNA placerar den dock som systerart till vogelkopuggleskärra (A. affinis). Vidare är karimuiuggleskärran  en bergslevande art, olikt andra bestånd inom grå uggleskärra men likt vogelkopuggleskärra. Sedan 2024 urskiljs den därför som egen art. Arten var länge endast känd från typexemplaret, men hittades i det vilda 2016.

## Status
IUCN erkänner den sedan 2024 som art. Hotstatus inte känd.